# Will Hurd

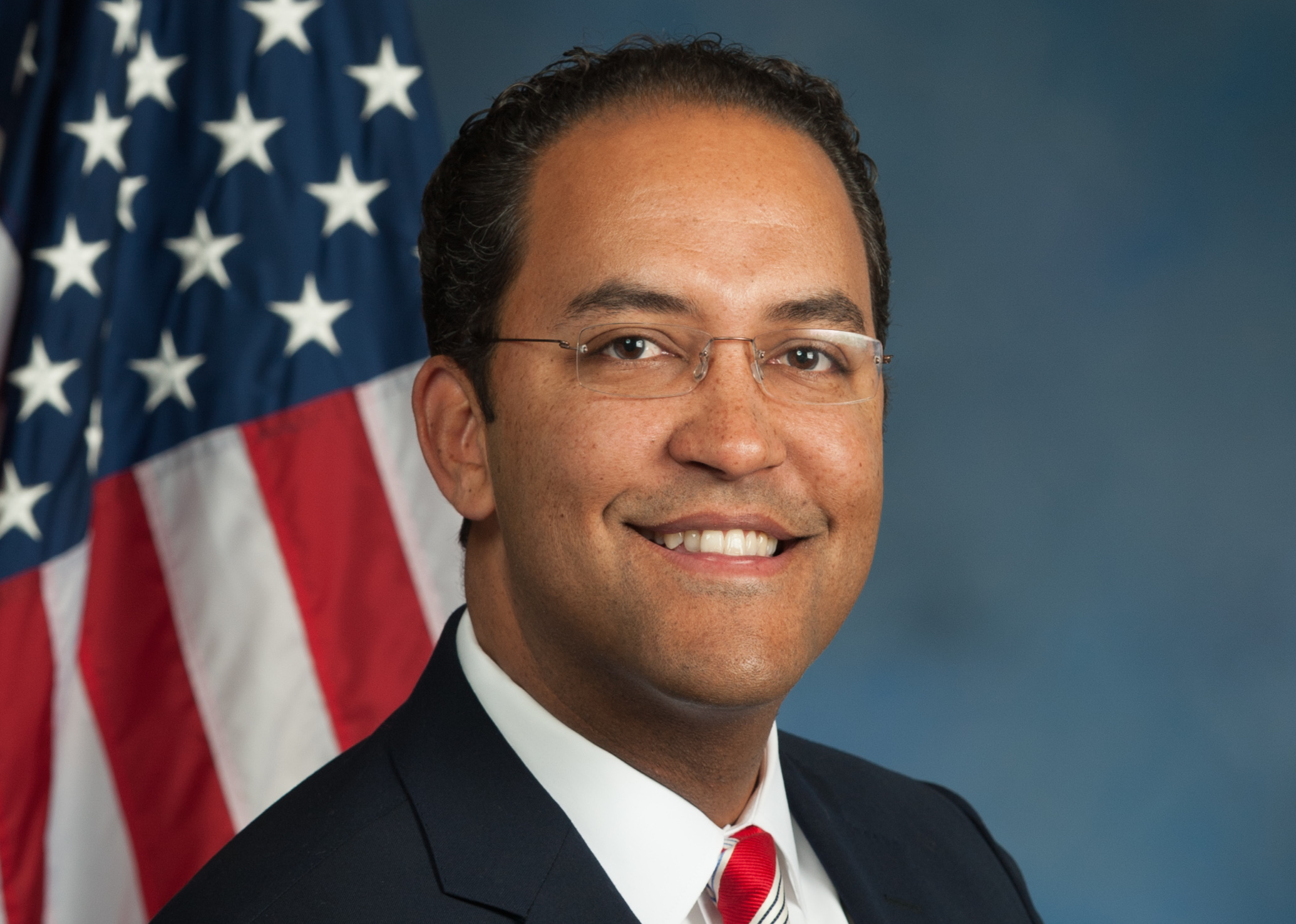
Will Hurd (2015)

William Ballard „Will“ Hurd (* 19. August 1977 in San Antonio, Texas) ist ein amerikanischer Politiker der Republikanischen Partei. Von 2015 bis Anfang 2021 vertrat er den 23. Kongresswahlbezirk des Bundesstaats Texas im US-Repräsentantenhaus.

## Ausbildung und Beruf
Im Jahr 1995 absolvierte Will Hurd die John Marshall High School in San Antonio. Danach studierte er bis zum Jahr 2000 an der Texas A&M University unter anderem Informatik. 2000 bis 2009 arbeitete er in verschiedenen Funktionen für die CIA. Dabei war er zeitweise in Washington, D.C. tätig, wo er unter anderem Mitglieder des Kongresses informierte. Außerdem war er in Afghanistan, Pakistan und Indien im operativen Einsatz für die CIA. Anschließend kehrte er nach Texas zurück, wo er für die strategische Beraterfirma Crumpton Group arbeitete.

## Politische Laufbahn
Im Jahr 2010 kandidierte Hurd noch erfolglos in der Vorwahl seiner Partei für den Kongress. Bei der Wahl 2014 wurde Hurd im 23. Kongresswahlbezirk von Texas in das US-Repräsentantenhaus in Washington gewählt. Dort trat er am 3. Januar 2015 die Nachfolge des Demokraten Pete Gallego an, den er bei der Wahl geschlagen hatte. 2016 wiedergewählt, galt er bei der Wahl 2018 als einer der gefährdeten Mandatsträger der Republikaner, nachdem Hillary Clinton seinen Wahlbezirk bei der Präsidentschaftswahl 2016 knapp gewonnen hatte. Hurd, der im Kongress in über 95 Prozent der Fälle mit der Linie Präsident Trumps gestimmt hatte, orientierte sich im Wahlkampf in die politische Mitte. So kritisierte er die Regierung Trump für ihre Immigrationspolitik, insbesondere den geplanten Bau einer Mauer an der Grenze zu Mexiko und die Trennung illegal eingewanderter Kinder von ihren Eltern. Sein Wahlkreis zwischen El Paso und San Antonio umfasst über 1300 Kilometer der Grenzregion nach Mexiko am Rio Grande; 70 Prozent der Bevölkerung sind Latinos, die in der Regel politisch zu den Demokraten neigen.
Hurd gewann im November 2018 gegen die Demokratin Gina Ortiz Jones, allerdings mit etwa tausend Stimmen Vorsprung bei 209.000 insgesamt abgegebenen so knapp, dass Ortiz Jones erst zwei Wochen nach der Wahl ihre Niederlage einräumte. Anfang August 2019 gab Hurd bekannt, bei der Wahl 2020 nicht wieder anzutreten. Das Mandat des zu dem Zeitpunkt einzigen Afroamerikaners unter den republikanischen Abgeordneten des Repräsentantenhauses endete mit dem 116. Kongress am 3. Januar 2021. Hurd kündigte an, im Privatsektor an der Schnittstelle zwischen Technologie und Sicherheitspolitik zu arbeiten. Im Juni 2023 gab er seine Kandidatur in den republikanischen Vorwahlen für die Präsidentschaftswahl 2024 bekannt. Er gab an, sich besonders um die Immigrationspolitik, die hohe Inflation und verschiedene soziale Probleme des Landes zu sorgen. Seine Kandidatur begründete er damit, dass der demokratische Amtsinhaber Joe Biden nicht fähig oder nicht willens sei, diese Probleme zu lösen. Würde die Republikanische Partei aber den zu diesem Zeitpunkt favorisierten, aber „gesetzlosen, selbstsüchtigen und gescheiterten“ Ex-Präsidenten Donald Trump nominieren, sei man in der Hauptwahl gegen Biden chancenlos.
Seit 2019 ist Hurd Mitglied der Transatlantischen Task Force des German Marshall Funds und der Bundeskanzler-Helmut-Schmidt-Stiftung.

## Positionen
Nach Donald Trumps Gipfeltreffen in Helsinki mit Russlands Präsident Wladimir Putin war Hurd einer der schärfsten innerparteilichen Kritiker. Er erklärte in einem Gastbeitrag für die New York Times mit Hinweis auf seine Berufserfahrung, Trump lasse sich von Putin manipulieren. Mitte Januar 2019 widersprach er dem Präsidenten im Verlauf einer mehrwöchigen Haushaltssperre, die Trump wegen der Weigerung des Kongresses, über fünf Milliarden Dollar für den Bau einer Grenzmauer nach Mexiko in den Haushalt einzustellen, begonnen hatte. Die humanitäre Krise, die Trump als Grund für die Dringlichkeit des Mauerbaus angab, sei ein Mythos.

## Privatleben
Hurd ist der Sohn von Mary Alice Hurd und Robert Hurd. Er hat einen Bruder namens Chuck und eine Schwester namens Elizabeth. Hurd ist nicht verheiratet. Im Jahr 2017 berichtete Politico, dass er mit Lynlie Wallace, der Stabschefin des texanischen Staatsvertreters Lyle Larson, zusammen war.